# Rute (Córdoba)
Rute ist eine spanische Gemeinde in der Provinz Córdoba in Andalusien.

## Lage
Der Ort erstreckt sich über eine Fläche von 132 km² und befindet sich 94 Kilometer von der Provinzhauptstadt Córdoba entfernt. Die nächstgelegenen Ortschaften sind Cuevas de San Marcos im Südwesten, Lucena im Nordwesten und La Lagunillas im Osten.